# Portas (Galiza)

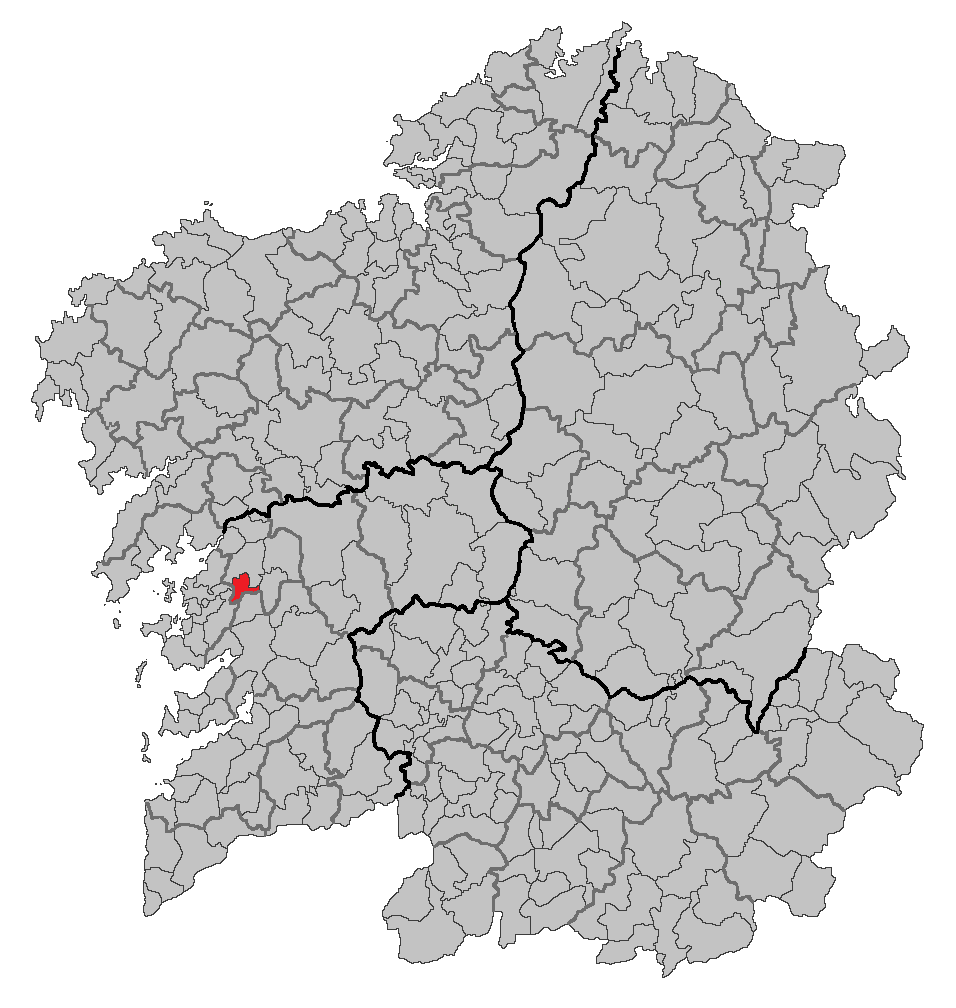
Localização de Portas (Espanha)

Portas é um município da Espanha na província de Pontevedra, comunidade autónoma da Galiza, de área 22,73 km² com população de 3176 habitantes (2004) e densidade populacional de 139,73 hab/km².

## Demografia
| Variação demográfica do município entre 1991 e 2004 | Variação demográfica do município entre 1991 e 2004 | Variação demográfica do município entre 1991 e 2004 | Variação demográfica do município entre 1991 e 2004 |
| --------------------------------------------------- | --------------------------------------------------- | --------------------------------------------------- | --------------------------------------------------- |
| 1991                                                | 1996                                                | 2001                                                | 2004                                                |
| 3326                                                | 3231                                                | 3205                                                | 3176                                                |